# NBA All-Star Weekend 1990
L'NBA All-Star Weekend 1990, svoltosi a Miami, vide la vittoria finale della Eastern Conference sulla Western Conference per 130 a 113.
Magic Johnson, dei Los Angeles Lakers, fu nominato MVP della partita. Dominique Wilkins, degli Atlanta Hawks, si aggiudicò per la seconda volta l'NBA Slam Dunk Contest. Craig Hodges, dei Chicago Bulls vinse l'NBA Three-point Shootout.

## Sabato

### Legend Classic
| 10 febbraio 1990 | Est | 37 – 36 | Ovest |  |

### Slam Dunk Contest
| Giocatore                   | Primo turno      | Semifinali       | Finale                 |
| --------------------------- | ---------------- | ---------------- | ---------------------- |
| Dominique Wilkins (Atlanta) | 96.3 (48.1+48.2) | 97.7 (48.0+49.7) | 146.8 (47.9+49.7+49.2) |
| Kenny Smith (Sacramento)    | 93.0 (43.4+49.6) | 98.3 (49.1+49.2) | 145.1 (48.1+49.8+47.2) |
| Kenny Walker (New York)     | 95.2 (47.0+48.2) | 97.4 (49.5+47.9) |                        |
| Shawn Kemp (Seattle)        | 98.2 (49.1+49.1) | 96.4 (47.6+48.8) |                        |
| Scottie Pippen (Chicago)    | 92.2 (47.2+45.0) |                  |                        |
| Rex Chapman (Charlotte)     | 92.1 (45.5+46.6) |                  |                        |
| Billy Thompson (Miami)      | 91.4 (47.7+43.7) |                  |                        |
| Kenny Battle (Phoenix)      | 85.3 (42.5+42.8) |                  |                        |

### Three-point Shootout
- Bob Hansen, Utah Jazz
- Reggie Miller, Indiana Pacers
- Craig Ehlo, Cleveland Cavaliers
- Jon Sundvold, Miami Heat

- Larry Bird, Boston Celtics
- Craig Hodges, Chicago Bulls
- Mark Price, Cleveland Cavaliers
- Michael Jordan, Chicago Bulls

in grassetto è indicato il vincitore

## Domenica

### All-Star Game - Squadre

#### Western Conference
| Western Conference |                        |             |             |             |             |             |             |             |             |
| Giocatore          | Squadra                | MIN         | FGM         | FGA         | FTM         | FTA         | RIM         | AST         | PT          |
| A.C. Green         | Los Angeles Lakers     | 12          | 0           | 3           | 0           | 0           | 3           | 1           | 0           |
| James Worthy       | Los Angeles Lakers     | 19          | 1           | 11          | 0           | 0           | 4           | 0           | 2           |
| Hakeem Olajuwon    | Houston Rockets        | 31          | 2           | 14          | 4           | 10          | 16          | 2           | 8           |
| Magic Johnson      | Los Angeles Lakers     | 25          | 9           | 15          | 0           | 0           | 6           | 4           | 22          |
| John Stockton      | Utah Jazz              | 15          | 1           | 4           | 0           | 0           | 0           | 6           | 2           |
| Tom Chambers       | Phoenix Suns           | 21          | 8           | 12          | 5           | 7           | 3           | 1           | 21          |
| Clyde Drexler      | Portland Trail Blazers | 19          | 2           | 6           | 2           | 2           | 4           | 2           | 7           |
| David Robinson     | San Antonio Spurs      | 25          | 7           | 12          | 1           | 2           | 10          | 1           | 15          |
| Chris Mullin       | Golden State Warriors  | 16          | 1           | 5           | 1           | 2           | 3           | 1           | 3           |
| Kevin Johnson      | Phoenix Suns           | 14          | 1           | 1           | 1           | 0           | 0           | 4           | 2           |
| Rolando Blackman   | Dallas Mavericks       | 21          | 7           | 9           | 1           | 1           | 2           | 2           | 15          |
| Fat Lever          | Denver Nuggets         | 22          | 7           | 13          | 2           | 2           | 3           | 2           | 16          |
| Karl Malone        | Utah Jazz              | infortunato | infortunato | infortunato | infortunato | infortunato | infortunato | infortunato | infortunato |
| Totale             |                        | 240         | 46          | 105         | 16          | 26          | 54          | 26          | 113         |
| All. Pat Riley     | Los Angeles Lakers     |             |             |             |             |             |             |             |             |

MIN: minuti. FGM: tiri dal campo riusciti. FGA: tiri dal campo tentati. FTM: tiri liberi riusciti. FTA: tiri liberi tentati. RIM: rimbalzi. AST: assist. PT: punti

#### Eastern Conference
| Eastern Conference |                    |     |     |     |     |     |     |     |     |
| Giocatore          | Squadra            | MIN | FGM | FGA | FTM | FTA | RIM | AST | PT  |
| Charles Barkley    | Philadelphia 76ers | 22  | 7   | 12  | 2   | 3   | 4   | 0   | 17  |
| Larry Bird         | Boston Celtics     | 23  | 3   | 8   | 2   | 2   | 8   | 3   | 8   |
| Patrick Ewing      | New York Knicks    | 27  | 5   | 9   | 2   | 2   | 10  | 1   | 12  |
| Michael Jordan     | Chicago Bulls      | 29  | 8   | 17  | 0   | 0   | 5   | 2   | 17  |
| Isiah Thomas       | Detroit Pistons    | 27  | 7   | 12  | 0   | 0   | 4   | 9   | 15  |
| Kevin McHale       | Boston Celtics     | 20  | 6   | 11  | 0   | 0   | 8   | 1   | 13  |
| Joe Dumars         | Detroit Pistons    | 18  | 3   | 4   | 1   | 2   | 1   | 5   | 9   |
| Robert Parish      | Boston Celtics     | 21  | 7   | 11  | 0   | 1   | 4   | 2   | 14  |
| Reggie Miller      | Indiana Pacers     | 14  | 2   | 3   | 0   | 0   | 1   | 3   | 4   |
| Dominique Wilkins  | Atlanta Hawks      | 16  | 5   | 10  | 2   | 2   | 0   | 4   | 13  |
| Dennis Rodman      | Detroit Pistons    | 11  | 2   | 4   | 0   | 0   | 4   | 1   | 4   |
| Scottie Pippen     | Chicago Bulls      | 12  | 2   | 4   | 0   | 0   | 1   | 0   | 4   |
| Totale             |                    | 240 | 57  | 105 | 9   | 12  | 50  | 31  | 130 |
| All. Chuck Daly    | Detroit Pistons    |     |     |     |     |     |     |     |     |

MIN: minuti. FGM: tiri dal campo riusciti. FGA: tiri dal campo tentati. FTM: tiri liberi riusciti. FTA: tiri liberi tentati. RIM: rimbalzi. AST: assist. PT: punti